# Francisco I. Madero, Zacapoaxtla
Francisco I. Madero är en ort i Mexiko.   Den ligger i kommunen Zacapoaxtla och delstaten Puebla, i den sydöstra delen av landet, 170 km öster om huvudstaden Mexico City. Francisco I. Madero ligger 2 293 meter över havet och antalet invånare är 945.
Terrängen runt Francisco I. Madero är kuperad. Runt Francisco I. Madero är det ganska tätbefolkat, med 129 invånare per kvadratkilometer. Närmaste större samhälle är Zaragoza, 4,9 km sydost om Francisco I. Madero. I omgivningarna runt Francisco I. Madero växer huvudsakligen savannskog.